# Circus hudsonius
El aguilucho de Hudson (Circus hudsonius), también conocido como aguilucho americano, gavilán de ciénaga, gavilán rastrero, gavilán sabanero o aguilucho norteño, es una especie de ave accipitriforme de la familia Accipitridae propia del Neártico. Anteriormente era tratada como subespecie del aguilucho pálido (Circus cyaneus) pero en la actualidad es considerada como especie separada por la mayoría de autoridades taxonómicas.
Se reproduce en el hemisferio norte, en Canadá y el norte de los Estados Unidos, y migra al sur en invierno, desde las Grandes Llanuras hasta Colombia.